# Ateleia glazioveana
Ateleia glazioveana är en ärtväxtart som beskrevs av Henri Ernest Baillon. Ateleia glazioveana ingår i släktet Ateleia och familjen ärtväxter. Inga underarter finns listade i Catalogue of Life.